# Hebbasur, Chamarajanagar
Hebbasur là một làng thuộc tehsil Chamarajanagar, huyện Chamarajanagar, bang Karnataka, Ấn Độ.